# Luciana Pezzoni
Luciana Pezzoni (Lodi, 31 ottobre 1928) è un'ex ginnasta italiana.

## Biografia
Nata a Lodi nel 1928, tesserata per la Ginnastica Fanfulla, nel 1943 è stata campionessa lombarda nella categoria Allieve.
A 19 anni ha partecipato ai Giochi olimpici di Londra 1948 nel concorso a squadre, chiudendo all'ottavo posto con 394,20 punti totali (28,20 punti individuali).